# Firiteaz
Firiteaz – wieś w Rumunii, w okręgu Arad, w gminie Șagu. W 2011 roku liczyła 430 mieszkańców. 